# Маринченко Олександр Іванович
Олександр Іванович Мари́нченко (нар. 2 червня 1891, Кролевець — пом. 17 березня 1981, Київ) — український радянський архітектор, кандидат архітектури з 1949 року. Батько архітектора Євгенії Маринченко.

## Біографія
Народився 2 червня 1891 року у місті Кролевці (тепер Сумська область, Україна). Впродовж 1915—1918 років навчався у Петербурзькій академії мистецтв; у 1924–1929 роках у Київському художньому інституті, одночасно протягом 1925–1930 років викладав у ньому.
Впродовж 1930–1938 років викладав у Київському інженерно-будівельному інституті. Працював у проектних та науково-дослідних установах Києва.
Помер у Києві 17 березня 1981 року.

## Роботи
Спроектував:
- лікарню в смт Шевченковому Харківської області (1932—1933);
- будинок відпочинку в Дарниці (1932—1933);
- житлові будинки на вулиці Миколи Лисенка № 4 (1934—1935) та Карла Лібкнехта № 21 (1940—1946) у Києві;
- житловий будинок на Пролетарському бульварі в Одесі (1938–1939);
- електростанцію в смт Троїцькому Луганської області (1942–1943).

1950 року розробив типовий проект школи.
Автор наукових праць з питаннь архітектури.